# Kampung Mudik
Kampung Mudik is een bestuurslaag in het regentschap Tapanuli Tengah van de provincie Noord-Sumatra, Indonesië. Kampung Mudik telt 754 inwoners (volkstelling 2010).